# 30719 Isserstedt
30719 Isserstedt è un asteroide della fascia principale. Scoperto nel 1963, presenta un'orbita caratterizzata da un semiasse maggiore pari a 3,0840246 UA e da un'eccentricità di 0,2128653, inclinata di 15,60646° rispetto all'eclittica.
L'asteroide è dedicato all'omonimo quartiere della città tedesca di Jena, teatro della battaglia di Jena.